# Neven Mimica
Neven Mimica (Split, 1953. október 12.) horvát politikus és diplomata, aki 2014. november 1-től 2019. december 1-ig a Jean-Claude Juncker vezette Európai Bizottság nemzetközi együttműködésért és fejlesztésért felelős európai biztosaként, korábban, 2013 júliusától 2014 novemberéig a második Barroso-bizottság fogyasztóvédelmi biztosaként dolgozott. Az Európai Bizottság első horvát biztosa volt Horvátországnak az Európai Unióhoz való csatlakozását követően.
Az Európai Unióban betöltött szerepe előtt Mimica számos kormányzati tisztséget is betöltött Horvátországban, ugyanis 2001-től 2003-ig az európai integrációért felelős miniszter volt, Ivica Račan szociáldemokrata miniszterelnök első és második kormányában, 2011-ben pedig miniszterelnök-helyettesnek nevezték ki Zoran Milanović kabinetjében, ahol lemondásáig töltötte be ezt a tisztséget, hogy 2013-ban elfoglalja az Európai Unió biztosi posztját.

## Élete és pályafutása
Általános iskolai tanárok fiaként született Splitben 1953. október 12-én. A Zágrábi Egyetem Közgazdaságtudományi Karán szerzett diplomát 1976-ban. Első munkája a horvát Astra cég mezőgazdasági exportjának kezelése volt. 1979 és 1997 között különböző külkapcsolatokkal és külkereskedelmi politikával kapcsolatos kormányzati szervekben töltött be pozíciókat, köztük számos tanácsadói pozíciót a kairói és ankarai nagykövetségeken. 1997-ben a horvát gazdasági miniszter asszisztensévé nevezték ki, és Horvátország főtárgyalójaként szolgált az országnak a Kereskedelmi Világszervezethez, valamint az Európai Unió társulási megállapodásához való csatlakozása során.
2001 szeptemberében az európai integrációért felelős miniszter lett Ivica Račan miniszterelnök kormányában, ahol 2003 decemberéig töltötte be ezt a posztot. A 2003-as választásokon, majd 2007-ben is a Szociáldemokrata Párt képviselőjeként beválasztották a horvát parlamentbe. 2008 januárjától a horvát parlament alelnökeként, valamint a parlament európai integrációs bizottságának elnökeként dolgozott. Parlamenti munkája mellett Mimica 2005 és 2006 között a koszovói kormány tanácsadójaként dolgozott az európai integrációs struktúrák létrehozásában. A 2011-es választások előtt Zoran Milanović, az SDP elnöke a kulcsfontosságú előkészítő munkát, beleértve a közigazgatási törvénytervezetek kidolgozását, amelyek később Milanovic reformprogramjának alapját képezték, Mimicára bízta. 2011. december 23-án kinevezték Milanović kormányának a bel-, kül- és európai politikáért felelős miniszterelnök-helyettesévé.
2013. július 1-jén az Európai Bizottság fogyasztóvédelmi biztosa lett. Ebben a minőségében a fogyasztói piacokért, az egészségügyi technológiákért és kozmetikumokért, a termék- és szolgáltatásbiztonságért, a pénzügyi szolgáltatásokért és a jogorvoslatért, valamint a fogyasztói stratégiáért és jogérvényesítésért felelt. Hivatali idejének hátralévő részében a Miniszterek Tanácsán és az Európai Parlamenten keresztül felügyelte a már benyújtott jogszabálytervezeteket. Felügyelte a meglévő jogszabályok végrehajtását is. Miközben a 2014-es európai parlamenti választások miatt választási kampányszabadságon volt, helyette 2014. április 19. és 2014. május 25. között Andor László látta el a megbízott biztosi feladatokat. Végül úgy döntött, hogy nem foglalja el helyét.
2014. november 1-től a Jean-Claude Juncker által vezetett Európai Bizottság nemzetközi együttműködésért és fejlesztésért felelős európai biztosa volt. Ebben a minőségében Federica Mogherini, az Európai Unió külügyi és biztonságpolitikai főképviselője körül tevékenykedő testület része volt.
Mimica hivatali ideje elején az Európai Unió 2015-ben az Európai Fejlesztési Alap ötéves programjának részeként 1,15 milliárd eurós segélyt hagyott jóvá Nyugat-Afrikának, ami csaknem megduplázta korábbi elkötelezettségét egy olyan régió iránt, amely az Európába belépni szándékozó migránsok fő forrása. 2015 végén a Bizottság azon erőfeszítéseinek részeként, hogy csökkentse az akkoriban a harmadik legtöbb migráns forrásából származó áramlást 200 millió eurós segélyről szóló megállapodásról tárgyalt Eritreával. 2016-tól az Európai Unió 44 milliárd eurós Afrikai Sürgősségi Alapjának megvalósításán dolgozott, amelynek célja, hogy magánbefektetőket csábítson a világ legszegényebb országaiba, és lassítsa a tömeges migrációt Európába.
Mimica hivatali ideje alatt függesztette fel az Európai Unió a közvetlen pénzügyi támogatást Pierre Nkurunziza burundi elnök kormányának, miután arra a következtetésre jutott, hogy nem tett eleget annak érdekében, hogy politikai megoldást találjon a 2015-ös választások utáni zavargásokra az országban. Az Európai Unió Burundi éves költségvetésének körülbelül a felét finanszírozta, és szankciókat vezetett be az elnökhöz közel álló tisztviselőkkel szemben. 2016 szeptemberében Ban Ki Mun ENSZ-főtitkár kinevezte Mimicát a Scaling Up Nutrition (SUN) Movement vezető csoportjának tagjává. Mandátumának vége felé, 2019-ben Mimica a 2020-2022-es időszakra összesen 500 millió eurós uniós hozzájárulást ígért az AIDS, a tuberkulózis és a malária elleni küzdelem globális alapjához.

## Fordítás
Ez a szócikk részben vagy egészben  a   Neven Mimica című angol Wikipédia-szócikk fordításán alapul.  Az eredeti cikk szerkesztőit annak laptörténete sorolja fel. Ez a jelzés csupán a megfogalmazás eredetét és a szerzői jogokat jelzi, nem szolgál a cikkben szereplő információk forrásmegjelöléseként.